# Tam Mutu
Tam Mutu (Hastings, 30 aprile 1978) è un attore e cantante inglese.

## Biografia
Dopo aver studiato alla Guilford School of Acting, Tam Mutu ha debuttato nel West End nel 2001 come sostituto per il ruolo di Enjolras in Les Misérables. Ad esso sono seguiti South Pacific (National Theatre, 2001), As You Like It (Regents Park, 2002), Romeo e Giulietta (Regents Park, 2002), Oh What A Lovely War (Regents Park, 2002), Anything Goes (National Theatre, 2003), Pene d'amor perdute (National Theatre, 2004), King Lear (Royal Shakespeare Company, 2004) e The Royal Hunt of the Sun (National Theatre, 2006).
Nel 2010 è il primo sostituto di Ramin Karimloo nel musical di Andrew Lloyd Webber Love Never Dies e dal 2011 svolge regolarmente due delle otto repliche settimanali dello show. Dal 2012 al 2014 interpreta Javert in Les Misérables a Londra e nel 2015 debutta a Broadway nel musical tratto da Il dottor Živago. Nel 2018 interpreta il Duca di Milano Galeazzo Maria Sforza in 5 episodi della serie I Medici - Lorenzo il Magnifico. Nel 2019 torna a Broadway per interpretare il Duca in Moulin Rouge!, per cui ottiene una candidatura al Grammy Award al miglior album di un musical teatrale.

### Vita privata
Fidanzato con la collega Sierra Boggess dal 2012 al 2014, Tam Mutu è sposato con l'attrice Kristen Martin dal 2019.

## Filmografia

### Televisione
- Doctors - serie TV, 1 episodio (2007)
- Holby City - serie TV, 1 episodio (2007)
- Waking the Dead - serie TV, 2 episodi (2009)
- Blue Bloods - serie TV, 1 episodio (2016)
- Sherlock - serie TV, 1 episodio (2017)
- I Medici - serie TV, 6 episodi (2018)